# Юніон-коледж
Юніон коледж (англ. Union College) — приватний світський гуманітарний коледж, що розташований у місті Скенектаді, штат Нью-Йорк, США. Заснований 1795 року.
1970 року, після 175 років як традиційно чоловічої установи, коледж надав жінкам право на вступ.